# Вейвлети Коена–Добеші–Фово
Вейвлети Коена–Добеші–Фово — це сімейство біортогональних вейвлетів, яке стало популярним завдяки Інгрід Добеші. Це не те саме, що ортогональні вейвлети Добеші, а також не дуже схожі за формою та властивостями. Однак ідея їх будівництва однакова.

## Інтернет-ресурси
- JPEG 2000: How does it work?
- [Fast discrete CDF 9/7 wavelet transform source code in C language (lifting implementation) у Wayback Machine (арх. 5 березня 2012)]
- CDF 9/7 Wavelet Transform for 2D Signals via Lifting: Source code in Python
- Open Source 5/3-CDF-Wavelet implementation in C#, for arbitrary lengths